# Inazuma Eleven Strikers 2012 Xtreme
Inazuma Eleven Strikers 2012 Xtreme (イナズマイレブン ストライカーズ 2012エクストリーム?, Inazuma Irebun Sutoraikāzu 2012 Ekusutorīmu) è il secondo videogioco per Wii appartenente alla serie di videogiochi di calcio e di ruolo Inazuma Eleven, prodotta da Level-5. È stato pubblicato solo in Giappone il 22 dicembre 2011. Come il precedente, Inazuma Eleven Strikers, non si inserisce nella serie principale e non ha una storia come quelli per Nintendo DS e 3DS, ma permette di giocare con varie squadre viste nella serie, ha una grafica 3D e le voci dei personaggi che si sentono anche al momento dell'utilizzo delle tecniche.
A differenza della versione precedente essa contiene due nuove squadre: la nuova Raimon che compare in Inazuma Eleven GO (chiamata in questo gioco Shinsei Raimon (新生雷門? lett. "Raimon della rinascita"), e la Zero (ゼロ?) che compare nello stesso gioco e nel film Gekijōban Inazuma Eleven GO - Kyūkyoku no kizuna Gryphon. Funziona come la versione più vecchia, con la differenza che ora si possono utilizzare mosse superiori al livello 3 chiamati Spiriti guerrieri (化身?, Keshin, lett. "Incarnazioni"): degli esseri di energia spirituale che i giocatori possono evocare durante le partite, già introdotti in Inazuma Eleven GO. Inoltre c'è un nuovo livello di parata, il livello 0 o base, che permette di utilizzare la Normal catch (ノーマルキャッチ?, Nōmaru Kyacchi, "Parata normale") che utilizza la barra Fulmine ma non i PT.
I comandi sono quelli del gioco precedente.